# Ásgeir Börkur Ásgeirsson
Ásgeir Börkur Ásgeirsson, född 16 april 1987 i Reykjavik, är en isländsk före detta fotbollsspelare (mittfältare). Han spelade under 2014 för GAIS i Superettan.

## Klubbkarriär
Ásgeir Börkur Ásgeirssons moderklubb är Fylkir. Han började sin seniorkarriär som utlånad till UMF Selfoss under säsongen 2007 och 2008. Han debuterade för Fylkir under 2008 och spelade sammanlagt 79 ligamatcher för klubben, där han även var lagkapten.
I april 2013 lånades han ut till norska Sarpsborg 08 FF på tre månader.
I början av januari 2014 skrev han på för Gais. Han debuterade den 8 februari i en träningsmatch mot Ljungskile SK som slutade 2–2. Han spelade 16 matcher för GAIS i Superettan 2014. Det blev endast en säsong i GAIS och i november 2014 skrev han på ett treårskontrakt med sin isländska moderklubb Fylkir.
I januari 2019 skrev han på för isländska HK. I februari 2022 blev han klar för en återkomst i Fylkir. I december 2022 skrev han på för ÍR i isländska tredjedivisionen. I september 2023 meddelade Ásgeir Börkur Ásgeirsson att han avslutade sin fotbollskarriär.

## Övrigt
Ásgeir Börkur Ásgeirsson har utöver fotbollen också varit sångare i två heavy metal-band; Shogun och Mercy Buckets.